# Clidemia grisebachii
Clidemia grisebachii är en tvåhjärtbladig växtart som beskrevs av Célestin Alfred Cogniaux. Clidemia grisebachii ingår i släktet Clidemia och familjen Melastomataceae. Inga underarter finns listade i Catalogue of Life.